# أمين الله أمين
أمين الله أمين معتقل سابق خارج نطاق القضاء في معسكرات الاعتقال الأمريكية في خليج غوانتانامو بكوبا. رقمه التسلسلي في معتقل غوانتانامو هو 504.
قبض على أمين الله أمين في 20 ديسمبر 2001. من قبل المسؤولين الباكستانيين. ثم نقل لاحقًا أمين الله أمين إلى باكستان في 17 سبتمبر 2004.
ووصفت هيئة الإذاعة البريطانية (بي بي سي) اعتقاله بأنه الأول من نوعه لمسؤول كبير في حركة طالبان، وقالت إنه كان "...قائد حرس الحدود في النصف الجنوبي من الحدود".
في قرار مجلس الأمن التابع للأمم المتحدة رقم 1267، أدرج أمين الله أمين كحاكم لمقاطعة سريل، وهو الفرد رقم 110 المدرج في قائمة تضم 400 فرد تحت العقوبات منذ عام 1999.